# Пьянковия
Пьянковия  (лат. Pyankovia) — олиготипный род травянистых растений семейства Амарантовые (Amaranthaceae), распространённый от Крыма до Монголии.

## Ботаническое описание
Однолетние травянистые растения. Листья супротивные, только в верхней части очерёдные. Стебли и листья обильно покрыты волосками двух типов: простыми короткими шиповатыми и длинными членистыми гладкими.
Цветки собраны в разреженные колосья. Прицветники округлые или яйцевидные, на верхушке широко закругленные, не превышающие околоцветник. Прицветничка 2, не превышают околоцветник. Листочков околоцветника 5; коротковолосистые, при плодах над крыльями голые. Тычинок 5; пыльники линейные, на верхушке с лопатчатым или продолговато-ланцетным плёнчатым придатком. Семена горизонтальные или вертикальные.

## Таксономия
Род выделен из рода Климакоптера (Climacoptera Botsch.) в результате молекулярно-филогенетических исследований и назван в честь российского ботаника, фитофизиолога Владимира Ивановича Пьянкова (1954—2002).

### Виды
Род включает 3 вида:
- Pyankovia affinis (C.A.Mey. ex Schrenk) Mosyakin & Roalson — Пьянковия родственная, или Пьянковия пограничная
- Pyankovia brachiata (Pall.) Akhani & Roalson typus — Пьянковия супротивнолистная, или Пьянковия короткая
- Pyankovia roborowskii (Iljin) Mosyakin & Roalson